# José Luis Carrasco
Pour les articles homonymes, voir Carrasco.
Carrasco  Gámiz est un nom espagnol. Le premier nom de famille, en général paternel, est Carrasco ; le second, en général maternel, souvent omis, est Gámiz.
José Luis Carrasco Gámiz est un coureur cycliste espagnol né le 27 avril 1982 à Jaén. Il a fait ses débuts professionnels en 2005 au sein de l'équipe espagnole Caisse d'Epargne - Illes Balears avec laquelle il finit meilleur grimpeur de Tirreno-Adriatico lors de sa première saison. En 2007, il s'engage dans la formation Andalucia-Cajasur pour deux années.

## Palmarès
- 2000
  - 3e du championnat d'Espagne de poursuite juniors
- 2004
  - 2e étape du Tour de Lleida
  - 2e du championnat d'Espagne sur route espoirs
- 2008
  - 6e étape du Tour de Catalogne
- 2010
  - Vuelta Carcabuey
- 2016
  - Vuelta Carcabuey[1]

## Résultats sur les grands tours

### Tour d'Italie
2 participations
- 2005 : 90e
- 2006 : 68e

### Tour d'Espagne
2 participations
- 2007 : 82e
- 2008 : 68e